# Novojičínské metasekvoje
Novojičínské metasekvoje se nacházejí v zástavbě bytových domů u ulice Mendelova na katastrálním území Nový Jičín-Dolní Předměstí. Jak je uvedeno na ceduli u stromů: Metasekvoje čínská patří mezi živoucí fosílie mezi jehličnatými stromy. tyto opadavé stromy s plátkovitě až vláknitě se odlupující borkou byly dlouhá léta považovány za vyhynulé. V roce 1941 byly v Číně objeveny živé rostliny, které odpovídaly popisu "fosilní metasekvoje". V dalších letech byla semena nasbíraná v původní čínské lokalitě rozeslána po světových botanických zahradách a arboretech. Jedinečnou alej metasekvojí můžete spatřit v centru města Havířov.

## Základní údaje
- název: Novojičínské metasekvoje
- druh: metasekvoje čínská (Metasequoia glyptostroboides)
- výška stromů: 16 m[1]
- obvod kmenů: 257 cm, 165 + 120 cm[1]
- šířka korun: 11,2 a 9 m[1]
- věk: asi 50 let[1]
- památný strom ČR: 05. října 2007[2]
- umístění: kraj Moravskoslezský, okres Nový Jičín, obec Nový Jičín

## Památné a významné stromy v okolí
- Mendlův buk (Nový Jičín-Horní Předměstí)
- Platan na Slovanské (Nový Jičín-Horní Předměstí)
- Hücklův jedlovec (Nový Jičín-Horní Předměstí)
- Liliovník v Novém Jičíně (Nový Jičín-Dolní Předměstí)
- Buk ve Smetanových sadech (Nový Jičín-Dolní Předměstí)